# Scambus calobatus
Scambus calobatus là một loài tò vò trong họ Ichneumonidae.

## Hình ảnh

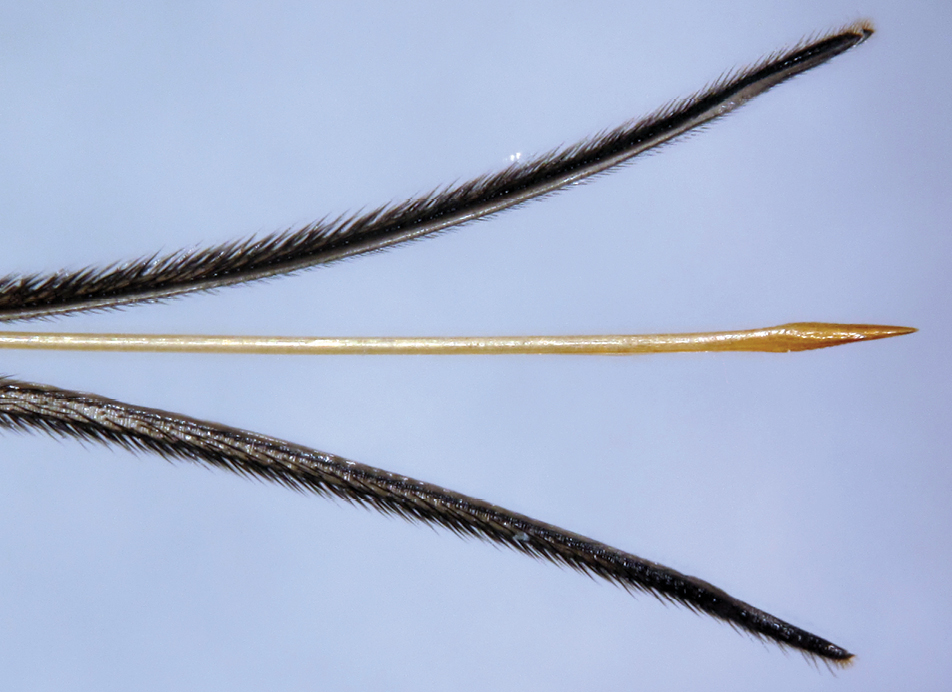